# Test de Will Smith mangeant des spaghettis
Le test de "Will Smith mangeant des spaghettis" est un test de performance informel dans la communauté de l'intelligence artificielle, utilisé pour évaluer les capacités des modèles de génération vidéo à représenter de manière réaliste des actions humaines et des expressions faciales. Ce test trouve son origine dans une vidéo générée par IA, largement partagée en 2023, représentant une animation irréaliste de l’acteur Will Smith mangeant des spaghettis. Il est depuis devenu un point de référence informel pour illustrer les capacités et limites des contenus vidéo générés par IA.

## Origine
Le 23 mars 2023, l’utilisateur Reddit "chaindrop" a partagé une vidéo générée par IA intitulée « Will Smith eating spaghetti » sur le subreddit r/StableDiffusion, créée à l’aide de l’outil texte-vidéo de ModelScope. Le clip montrait une version déformée et surréaliste de l’acteur Will Smith mangeant des spaghettis. La vidéo a rapidement attiré l’attention par son aspect étrange, les traits du visage de Smith changeant de manière imprévisible et ses gestes de mastication paraissant peu naturels. L’aspect dérangeant de la vidéo a entraîné de nombreux partages et débats sur les réseaux sociaux,.

## Diffusion
La vidéo originale est devenue virale et a inspiré de nombreuses parodies et réinterprétations par des internautes. En février 2024, Will Smith lui-même a rejoint la tendance en publiant sur Instagram une vidéo parodique, mimant le clip généré par IA avec pour légende : « Ça commence à aller trop loin ! »,.

## Utilisation comme benchmark
La phrase est devenue un test décisif pour évaluer le réalisme et la cohérence des vidéos générées par IA. À mesure que les grands modèles de langage progressent, les développeurs et utilisateurs utilisent ce test pour suivre les améliorations. En mai 2025, le modèle Veo 3 de Google, un outil de génération vidéo par IA, a proposé une version du test mettant en avant des améliorations notables en précision faciale, fluidité des mouvements et synchronisation audio. Selon Forbes, Veo 3 a passé le test de « Will Smith mangeant des spaghettis ». Malgré les progrès, des spectateurs ont noté quelques incohérences mineures, comme des effets sonores étrangement croquants lors de la consommation des spaghettis.